# Brantley megye
Brantley megye az Amerikai Egyesült Államokban, azon belül Georgia államban található. Megyeszékhelye és legnagyobb városa Nahunta. Lakosainak száma 18 021 fő (2020. április 1.). Brantley megye Wayne, Charlton, Glynn, Camden, Ware és Pierce megyékkel határos.

## Népesség
A megye népességének változása:
| Lakosok száma | 18 462 | 18 595 | 18 566 | 18 292 | 18 455 | 18 021 |
|               | 2010   | 2011   | 2012   | 2013   | 2015   | 2020   |